# Liste der höchsten Berge in Bulgarien
Dies ist eine Auflistung der höchsten Berge in Bulgarien mit einer Höhe von mindestens 2800 m.
| Name des Berges | Höhe   | Gebirge       | Bemerkung                |
| --------------- | ------ | ------------- | ------------------------ |
| Musala          | 2925 m | Rila-Gebirge  | Höchster Berg Bulgariens |
| Wichren         | 2914 m | Pirin-Gebirge | Höchster Berg des Pirin  |
| Kutelo          | 2908 m | Pirin-Gebirge |                          |
| Malka Musala    | 2902 m | Rila-Gebirge  |                          |
| Banski Suchodol | 2884 m | Pirin-Gebirge |                          |
| Iretschek       | 2852 m | Rila-Gebirge  |                          |
| Poleschan       | 2851 m | Pirin-Gebirge |                          |
| Kamenica        | 2822 m | Pirin-Gebirge |                          |
| Malak Poleschan | 2822 m | Pirin-Gebirge |                          |
| Bajuwi Dupki    | 2820 m | Pirin-Gebirge |                          |
| Straschite      | 2800 m | Pirin-Gebirge |                          |